# Цвирнер, Эрнст Фридрих
Эрнст Фридрих Цвирнер (нем. Ernst Friedrich Zwirner, 28 февраля 1802, Якобсвальде — 22 сентября 1861, Кёльн) — немецкий архитектор.
Цвирнер получил образование в строительном училище в Бреслау и в Архитектурной академии в Берлине. Несмотря на то, что в Берлине его основным наставником был приверженец классицизма Карл Шинкель, Цвингер тяготел к готическому стилю и, основательно изучив его по сохранившимся памятникам и в своём творчестве внёс большой вклад в его возрождение в Германии. Главный труд жизни этого зодчего — строительство Кёльнского собора, в котором он участвовал с 1833 г. и вплоть до самой своей смерти, когда его сменил его помощник Фойгтель. Наиболее известные сооружения Цвирнера — церковь Св. Аполлинария в Ремагене, замок князя Фюрстенберга в Гердрингене, замок Мойланд близ Клеве, две церкви в Эльберфельде и в Мюльгейме на Рейне и синагога в Кёльне.